# Omloop Het Volk 1998
De 53e editie van de Belgische wielerwedstrijd Omloop Het Volk vond plaats op 28 februari 1998.

## Hellingen
In 1998 kwamen onder andere de volgende hellingen voor op het parcours:
- Berendries
- Oude Kwaremont
- Muur van Geraardsbergen

## Uitslag
| Plaats  | Naam               | Ploeg                     | Tijd     |
| ------- | ------------------ | ------------------------- | -------- |
| Winnaar | Peter Van Petegem  | TVM-Farm Frites           | 5u08'00" |
| 2       | Gianluca Bortolami | Festina-Lotus             | + 12"    |
| 3       | Andrei Tchmil      | Lotto-Mobistar            | + 15"    |
| 4       | Max van Heeswijk   | Rabobank ProTeam          | z.t.     |
| 5       | Johan Museeuw      | Mapei-Bricobi             | z.t.     |
| 6       | Stuart O'Grady     | GAN                       | z.t.     |
| 7       | Arvis Piziks       | Team Home-Jack & Jones    | z.t.     |
| 8       | Servais Knaven     | TVM-Farm Frites           | + 2'02"  |
| 9       | Fabio Baldato      | Riso Scotti-MG Maglificio | z.t.     |
| 10      | Henk Vogels        | GAN                       | z.t.     |

1945 · 1946 · 1947 · 1948 · 1949 · 1950 · 1951 · 1952 · 1953 · 1954 · 1955 · 1956 · 1957 · 1958 · 1959 · 1960 · 1961 · 1962 · 1963 · 1964 · 1965 · 1966 · 1967 · 1968 · 1969 · 1970 · 1971 · 1972 · 1973 · 1974 · 1975 · 1976 · 1977 · 1978 · 1979 · 1980 · 1981 · 1982 · 1983 · 1984 · 1985 · 1986 · 1987 · 1988 · 1989 · 1990 · 1991 · 1992 · 1993 · 1994 · 1995 · 1996 · 1997 · 1998 · 1999 · 2000 · 2001 · 2002 · 2003 · 2004 · 2005 · 2006 · 2007 · 2008 · 2009 · 2010 · 2011 · 2012 · 2013 · 2014 · 2015 · 2016 · 2017 · 2018 · 2019 · 2020 · 2021 · 2022 · 2023 · 2024 · 2025